# Chris von Wrycz Rekowski

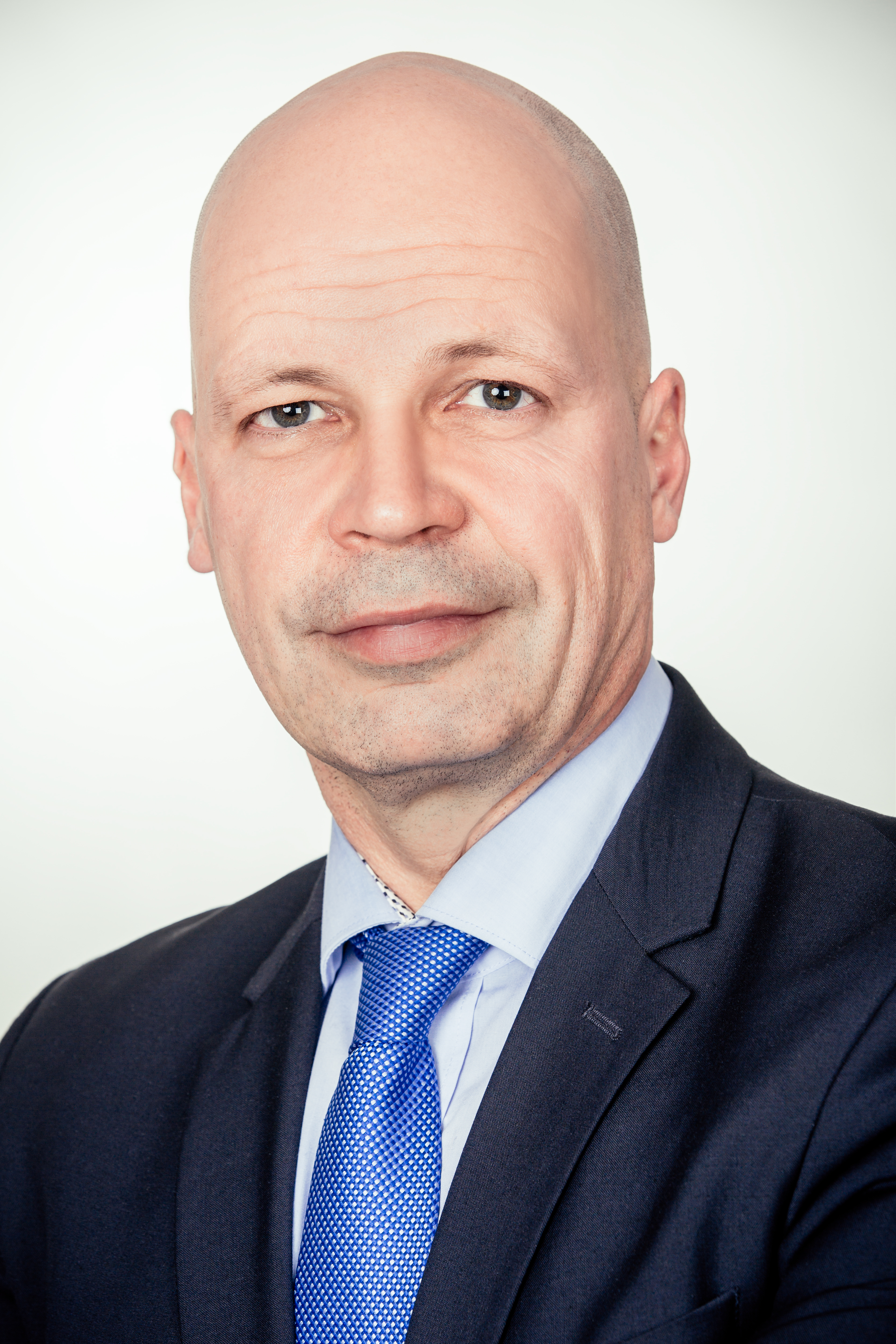
Chris von Wrycz Rekowski (2016)

Chris von Wrycz Rekowski (* 6. Mai 1968 als Chris Müller in Gera) ist ein deutscher Jurist und Politiker (SPD). Er ist seit dem 1. August 2014 Senator für Finanzen, Verwaltung, Ordnung und somit auch Erster Vertreter der Oberbürgermeisterin der Hanse- und Universitätsstadt Rostock.

## Leben
Nach dem Abitur an der 2. Erweiterten Oberschule in Gera zog Chris von Wrycz Rekowski mit seinen Eltern im Jahr 1988 nach Rostock und absolvierte seinen Wehrdienst. Ab 1991 studierte er Rechtswissenschaften an der Universität Rostock. Nach dem ersten Staatsexamen promovierte er unter Wilfried Erbguth zum Dr. jur. mit einer Arbeit im Umweltrecht. Sein Referendariat in Schleswig-Holstein und Mecklenburg-Vorpommern schloss er im Jahr 2002 mit dem zweiten juristischen Staatsexamen ab. Er verfügt damit über die Befähigung zum Richteramt.
Chris von Wrycz Rekowski trat in den Landesdienst ein und war in der Steuerverwaltung und im Finanzministerium des Landes Mecklenburg-Vorpommern tätig. In den Jahren 2007 bis 2014 hatte er die Leitung der allgemeinen Abteilung im landeseigenen Betrieb für Bau und Liegenschaften (BBL M-V) inne.
Im Zuge einer schweren Vereinskrise des F.C. Hansa Rostock übernahm Chris von Wrycz Rekowski von Oktober 2015 bis November 2015 kommissarisch und ehrenamtlich den Vorstandsvorsitz, bildete einen neuen Vorstand und leitete erste Konsolidierungsmaßnahmen ein. Die Mitglieder des Fußballklubs wählten ihn am 17. November 2016 für vier Jahre in den Aufsichtsrat des Vereins. Aufgrund der Corona-Pandemie konnte die turnusmäßigen Jahreshauptversammlung 2020 nicht durchgeführt werden, woraufhin sich der Aufsichtsrat bereiterklärt, seine Tätigkeit bis zum Nachholtermin fortzuführen; so auch von Wrycz Rekowski. Am 10. Februar 2021 trat er beim Klub von der Ostsee zurück und legte sein Amt nieder um künftig nur noch seiner hauptamtlichen Tätigkeit und Funktion als Vertreter der Hansestadt Rostock nachkommen zu können.
Ebenfalls interimsweise war er im März 2016 Geschäftsführer am Volkstheater Rostock.
Von Wrycz Rekowski ist verheiratet und hat zwei Kinder aus erster Ehe.

## Politik
Von Wrycz Rekowski wurde am 5. März 2014 von der Rostocker Bürgerschaft zum Senator für Finanzen, Verwaltung und Ordnung gewählt und nahm seine Tätigkeit zum 1. August 2014 auf. Er bekleidet damit auch die Funktion als 1. Stellvertreter des Oberbürgermeisters der Hanse- und Universitätsstadt Rostock. Seine reguläre Amtszeit beträgt sieben Jahre.
Als  Erfolge seiner Tätigkeit gelten die zügige Entschuldung der Stadt und die erfolgreiche Bewerbung um die Ausrichtung der Bundesgartenschau 2025. Beim Bürgerentscheid zur Zukunft des Traditionsschiffs Typ Frieden plädierte von Wrycz Rekowski für den Verbleib des Schiffs in Schmarl, so wie letztlich die Mehrheit der Abstimmungsteilnehmer.
Er wurde von der SPD als Kandidat für die Oberbürgermeisterwahl 2019 nominiert. Bei der Wahl kam er als Drittplatzierter nicht in die Stichwahl. Am 19. Mai 2021 wurde er bei der turnusmäßigen Wahl ohne Gegenkandidat im Amt des Senators bestätigt.